# Allenbyho most
Hraniční přechod Allenbyho most (hebrejsky מסוף אלנבי‎, Masuf Allenby, arabsky :جسر الملك حسين‎) je hraniční přechod mezi Izraelem okupovaným Západním břehem Jordánu a Jordánskem určený pro silniční přepravu.
Nachází se v nadmořské výšce cca 380 metrů pod hladinou moře cca 8 kilometrů severovýchodně od města Jericho a cca 35 kilometrů jihozápadně od Ammánu. Na dopravní síť je na palestinské straně napojen pomocí lokální silnice, která západně od přechodu ústí do dálnice číslo 90. Na jordánské straně k přechodu odbočuje lokální komunikace z dálnice číslo 65.

## Dějiny

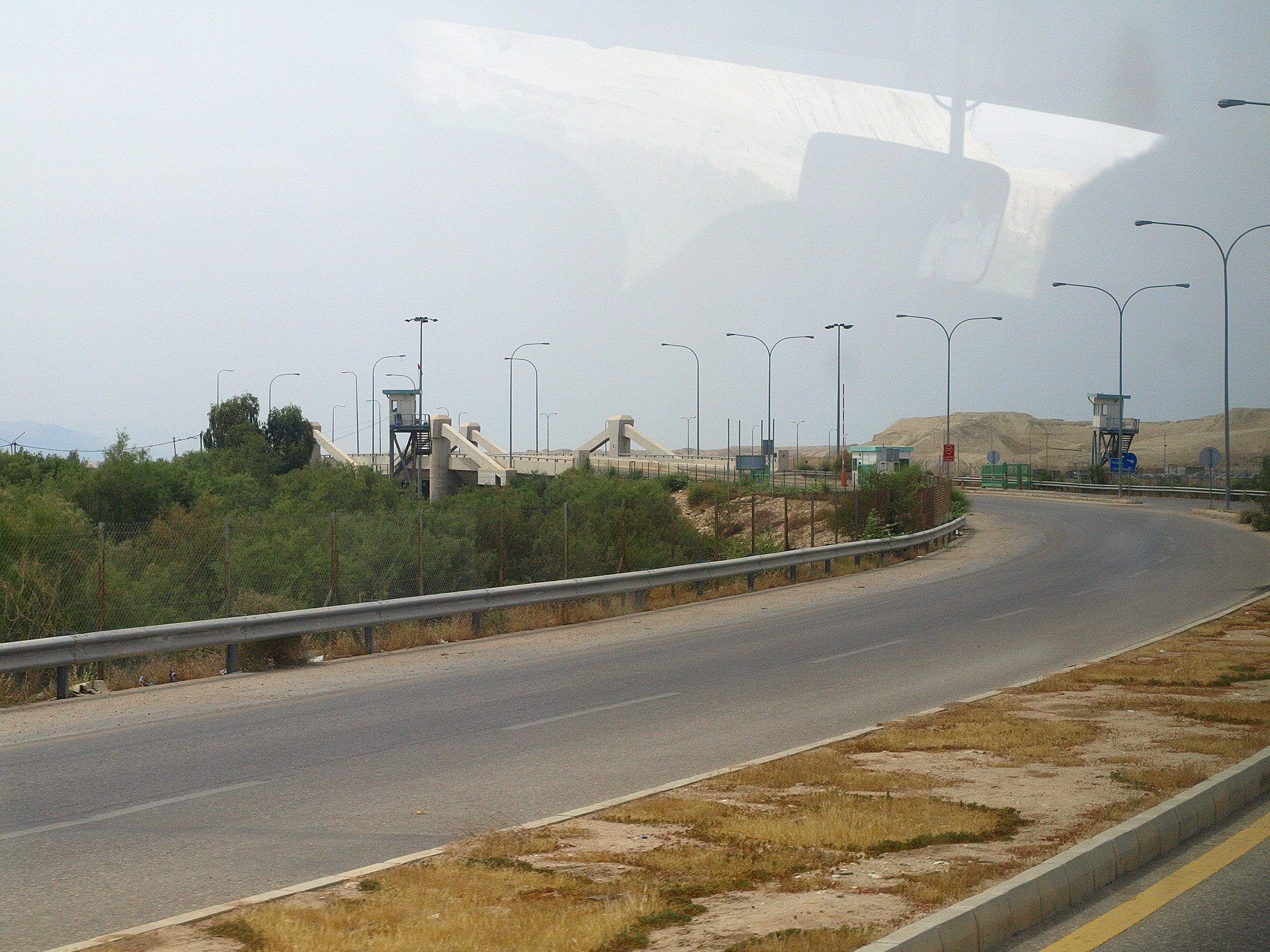
Hraniční přechod z jordánské strany

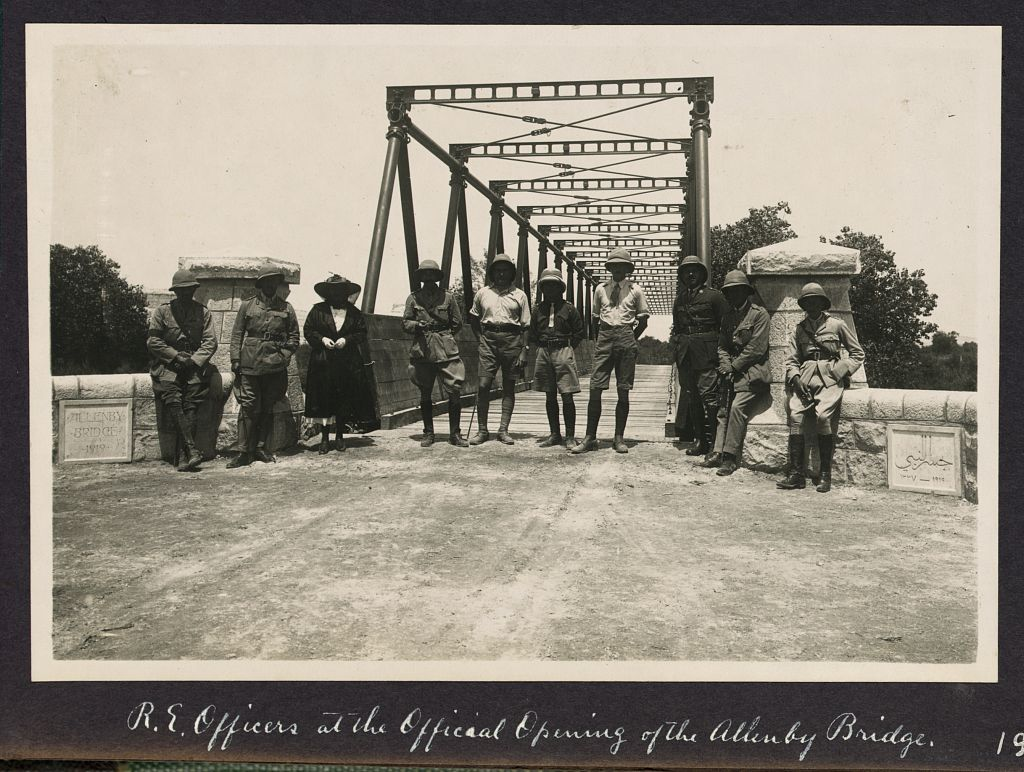
Otevření původního Allenbyho mostu v roce 1918

Hraniční přechod Allenbyho most má starší tradici. Jde o jeden ze sedmi historických přechodů přes řeku Jordán. Vlastní Allenbyho most (hebrejsky: גשר אלנבי, Gešer Allenby, arabsky též Džisr al-Malik Husejn, „Most krále Husejna“) byl postaven během první světové války pro britská vojska, která tehdy obsazovala zdejší region. Pojmenován je podle Edmunda Allenbyho, který britským jednotkám velel. Původně šlo o provizorní dřevěnou konstrukci, postupně byl přestavován. V roce 1946 během takzvané Noci mostů most zničilo sabotážní židovské komando v rámci protibritského odporu. Byl pak nahrazen provizorní konstrukcí typu Bailey, která tu stála až do šestidenní války v roce 1967, kdy byl během bojů zničen. Po následné okupaci Západního břehu Jordánu Izraelem byl tento most využíván jako povolený přechod pro arabské (palestinské) obyvatelstvo okupovaných území.
V roce 1994 v souvislosti s podpisem mírové smlouvy mezi Izraelem a Jordánskem přešel hraniční přechod pod správu Izraelské správy letišť, aniž by tím ale Jordánsko uznávalo de jure izraelskou okupaci Západního břehu Jordánu. Terminál má čtyři sekce: palestinské odjezdy, palestinské příjezdy a odjezdy a příjezdy turistů a arabských rezidentů východního Jeruzaléma. Procházejí tudy i občané Izraele (například izraelští Arabové mířící na pouť do Mekky) a Jordánska, třebaže přechod má primárně sloužit palestinským Arabům.

## Statistika
Přechod vykazuje trvale rostoucí počet odbavených osob i nákladních vozů.
| Rok   | 2002    | 2003    | 2004    | 2005     | 2006      | 2007      | 2008      |
| ----- | ------- | ------- | ------- | -------- | --------- | --------- | --------- |
| Počet | 509 135 | 573 485 | 853 752 | 1058 526 | 1 056 814 | 1 278 729 | 1 501 474 |

| Rok   | 2002  | 2003  | 2004  | 2005  | 2006   | 2007   | 2008   |
| ----- | ----- | ----- | ----- | ----- | ------ | ------ | ------ |
| Počet | 9 726 | 8 147 | 8 625 | 9 767 | 10 159 | 11 455 | 13 634 |